# Itatiba
Itatiba é um município brasileiro localizado no interior do estado de São Paulo. Faz parte da Região Metropolitana de Campinas. Localiza-se ao noroeste da capital do estado, estando a cerca de oitenta quilômetros desta. Sua população estimada pelo IBGE em 2024 era de aproximadamente 126 403 habitantes, e segundo o Censo Demográfico de 2022 a população era de 121 590 habitantes. A cidade é conhecida como "Princesa da Colina", devido ao seu relevo acidentado. É famosa também pela indústria têxtil, metalúrgica, química e de tecnologia de ponta. Segundo o IBGE de 2010 o IDHM é de 0,778, nível semelhante ao IDH do Brasil em 2023 é de 0,76.

## Toponímia
A mudança do nome da cidade para Itatiba gerou certa controvérsia. Os primeiros que pensaram na alteração do nome da cidade foram o padre Francisco de Paula Lima e o maestro Elias Álvares Lobo (figura importantíssima da música erudita brasileira, autor da primeira ópera brasileira cantada em língua portuguesa: "A Noite de São João", com letra de José de Alencar), que, na época, residia na cidade. Pelas informações que chegaram a São Paulo, os moradores queriam um nome indígena que significasse "Pedra Branca", ou seja "Itatinga", que acabou sendo denominação de outra cidade, na região de Bauru.
No entanto, o nome sugerido pelo vereador Antônio Augusto de Castro foi o de Itatiba, que não significa "pedra branca" e sim "ajuntamento de pedras" (itá = pedra + tyba = ajuntamento). A discussão foi travada na Assembleia Provincial e alguns deputados chegaram a dizer que teria havido um erro de tradução: se a cidade desejava chamar-se Pedra Branca, o correto seria adotar-se o nome de Itatinga e não Itatiba. Porém, o ofício da Câmara Municipal da cidade dizia Itatiba - devido talvez a algum lapso, como disseram os deputados - e, com este novo nome, a cidade foi oficializada pela Lei 36, de 8 de maio de 1877.

## História
A povoação de Itatiba deu-se, provavelmente, entre o penúltimo e o último quarto do século XVIII, não se sabendo porém em que ano, precisamente, chegaram ao local os primeiros habitantes. Segundo antigas crônicas, alguns fugitivos de Atibaia e Piracaia (antiga Santo Antonio da Cachoeira) adentraram nas matas do atual município descendo o Rio Atibaia. Descobertos pelas escoltas de Piracaia e Atibaia, os fugitivos se embrenharam ainda mais no sertão, criando uma pequena comunidade.
As notícias da descoberta de novas terras férteis logo chegaram a Atibaia e Jundiaí, fazendo com que novas famílias chegassem para se dedicar ao plantio. Dentre os pioneiros, encontrava-se o sargento de milícias Antônio Rodrigues da Silva, que havia trazido consigo uma imagem de Nossa Senhora do Belém em louvor da qual erigiu, em 1814, uma pequena capela, no atual bairro do Cruzeiro.
Com o aumento da população, o templo tornou-se pequeno. Assim, em 1827, os moradores decidiram construir uma outra capela e, em 1829, solicitaram que a localidade fosse elevada para a categoria de freguesia. No entanto, o pedido não foi atendido, sendo necessário se fazer outro. Após o segundo pedido alcançaram sucesso: pelo Decreto Imperial de 9 de Dezembro de 1830, dom Pedro I criava a Freguesia de Nossa Senhora do Belém, na então Vila de Jundiaí.
Em 1857, deu-se a elevação da freguesia para vila, com o nome de Belém de Jundiaí. Conservando a mesma denominação, a vila foi promovida a cidade no ano de 1876. A modificação do nome ocorreu um ano mais tarde (1877), quando a vila passou a se chamar Itatiba, que significa "muita pedra", na língua tupi.
A primeira grande riqueza da cidade foi o café. Na segunda metade do século XIX, Itatiba, que fazia parte da área pioneira do plantio em direção ao Oeste Paulista, alcançava uma grande produção cafeeira. Tal fato proporcionou um enorme desenvolvimento econômico para a cidade que, devido a sua grande produção, tinha uma ferrovia - Estrada de Ferro "Carril Itatibense".
Após sucessivas crises, dentre elas a de 1929, a produção decaiu e Itatiba passou a adotar um perfil mais industrial. Apesar da crise, o café trouxe para Itatiba uma grande quantidade de imigrantes italianos, muitos deles tendo sua descendência na cidade até os dias de hoje.
As primeiras grandes indústrias que se instalaram no município pertenciam ao ramo têxtil, de fósforos e de calçados. A partir dos anos 1960, a cidade conheceu um novo surto de desenvolvimento: data dessa época a instalação das primeiras indústrias ligadas ao ramo moveleiro, que tinham como característica principal a produção de móveis em estilo colonial. Por essa especialidade, Itatiba passou a ser conhecida como a "Capital Brasileira do Móvel Colonial".

## Geografia
Localiza-se à latitude 23º00'21" sul e à longitude 46º50'20" oeste, estando a uma altitude de oitocentos metros.
Construída totalmente incrustada em colinas, Itatiba tem uma beleza natural notadamente reconhecida, chegando até a receber o pseudônimo de Princesa da Colina. Há algum tempo, Itatiba era conhecida como "a Suíça Paulista".
Área: 322,230 km² representando 0,13% da área do estado.
Área Urbana: 26,12 km²
Área Rural: 298,88 km²
- Bruta: 212,41 hab/km²
- Urbana: 2888,10 hab/km²

Clima, Relevo e Vegetação:
- Clima tropical de altitude, com temperaturas oscilando entre 18 °C e 25 °C. A média anual é de 20,6 °C.
- Ventos - Sul e Leste.
- O índice pluviométrico é de 1.400 ml/ano e a umidade relativa do ar é de 72,4%
- O relevo é acidentado, formado principalmente pela Serra da Jurema, com solo massapé, em sua maioria.
- A vegetação é de campo e abrange 2 590 hectares.
- A área de reflorestamento é composta de basicamente eucalipto e abrange 2 860 ha.

Perímetro Urbano: 112 783,60 m

### Localização
Municípios Próximos: Campinas, Valinhos, Vinhedo, Louveira, Jundiaí, Jarinu, Bragança Paulista, Morungaba e Atibaia.
Zona Administrativa do Estado:
- Região Administrativa: Campinas
- Região de Governo: Jundiaí

### Área Verde

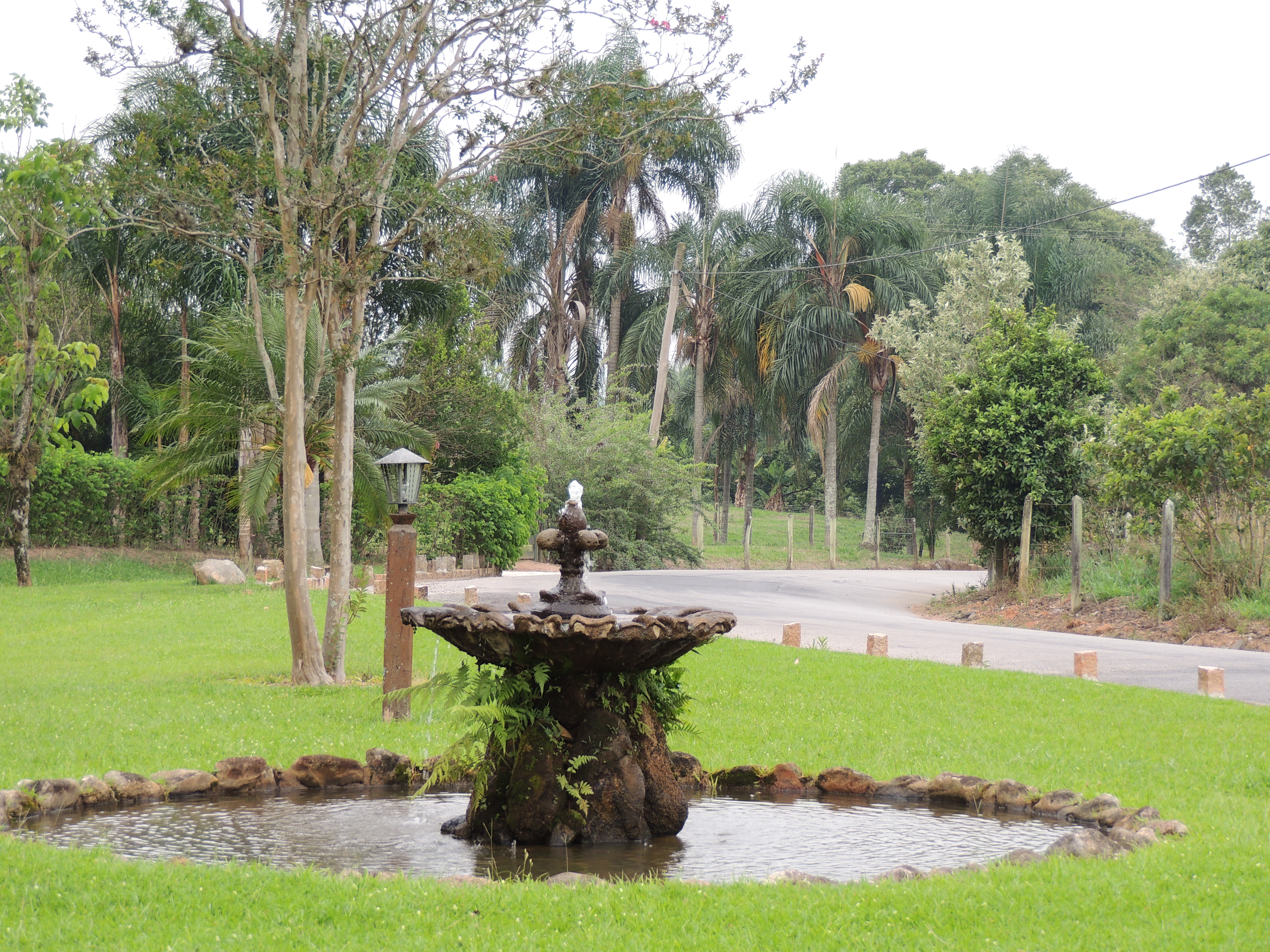
Área verde em Itatiba.

Pela Organização Mundial da Saúde (OMS), o índice deve ser de doze metros quadrados de área verde por habitante. Em Itatiba, este índice é muito maior, sendo:
- Considerando a área total do município: 4108 m²/hab.
- Considerando somente a área urbana: 390 m²/hab.

### Hidrografia
- Ribeirão Jacaré
- Rio Atibaia, de onde é tirada água para o consumo público da cidade, através da estação de captação e bombas recalque;
- Córrego do Engenho Seco
- Ribeirão Pinhalzinho.

### Rodovias

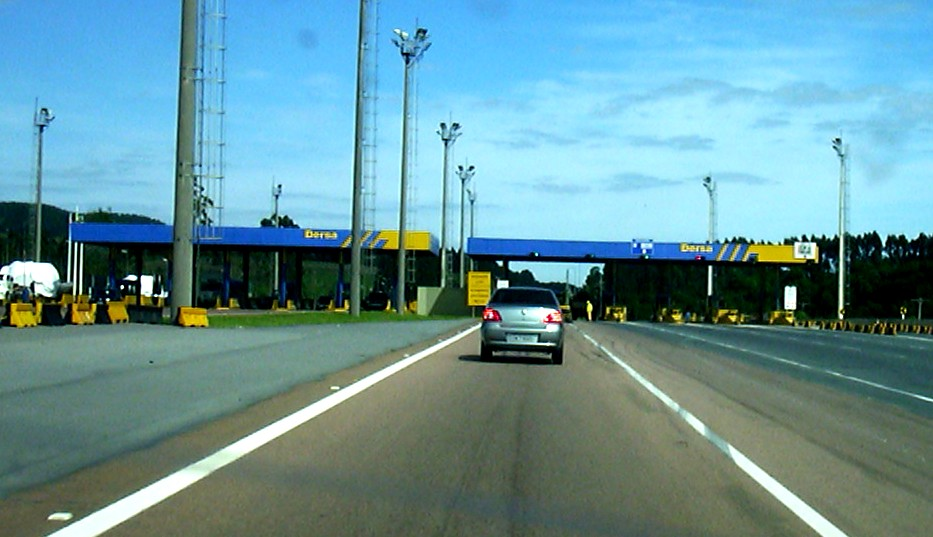
Antigo pedágio do DERSA na Rodovia Dom Pedro I, em Itatiba.

- 80 km de São Paulo - Acessos pelas Vias Anhanguera ou Bandeirantes, passando por Jundiaí, que tem acesso pela SP-360;
- 25 km de Campinas - através da Rodovia Dom Pedro I;
- 18 km de Jundiaí - através da SP-360 (Rod. Eng° Constâncio Cintra);
- 30 km de Jarinu - através da Rodovia Dom Pedro I;
- 35 km de Atibaia - Rodovia Fernão Dias - através da Rodovia Dom Pedro I;
- 40 km de Bragança Paulista - Rodovia Fernão Dias - através da SP-63 (Rod. Alkindar Monteiro Junqueira);
- 100 km de Jacareí - Via Dutra - através da Rodovia Dom Pedro I;
- 14 km de Vinhedo - Rodovia Anhanguera por estrada vicinal;
- 10 km de Valinhos - Rodovia Anhanguera por estrada vicinal ou pela Rodovia Dom Pedro I;
- 18 km de Louveira - Rodovia Anhanguera através da SP-63 (Rod. Romildo Prado);
- 15 km de Morungaba - através da SP-360 (Rod. Eng° Constâncio Cintra, trecho também conhecido por Rod. das Estâncias);
- 45 km do Aeroporto Internacional de Viracopos (em Campinas);

Aproximadamente 277 km de boas estradas municipais complementam o sistema de ligação por via terrestre.

## Demografia

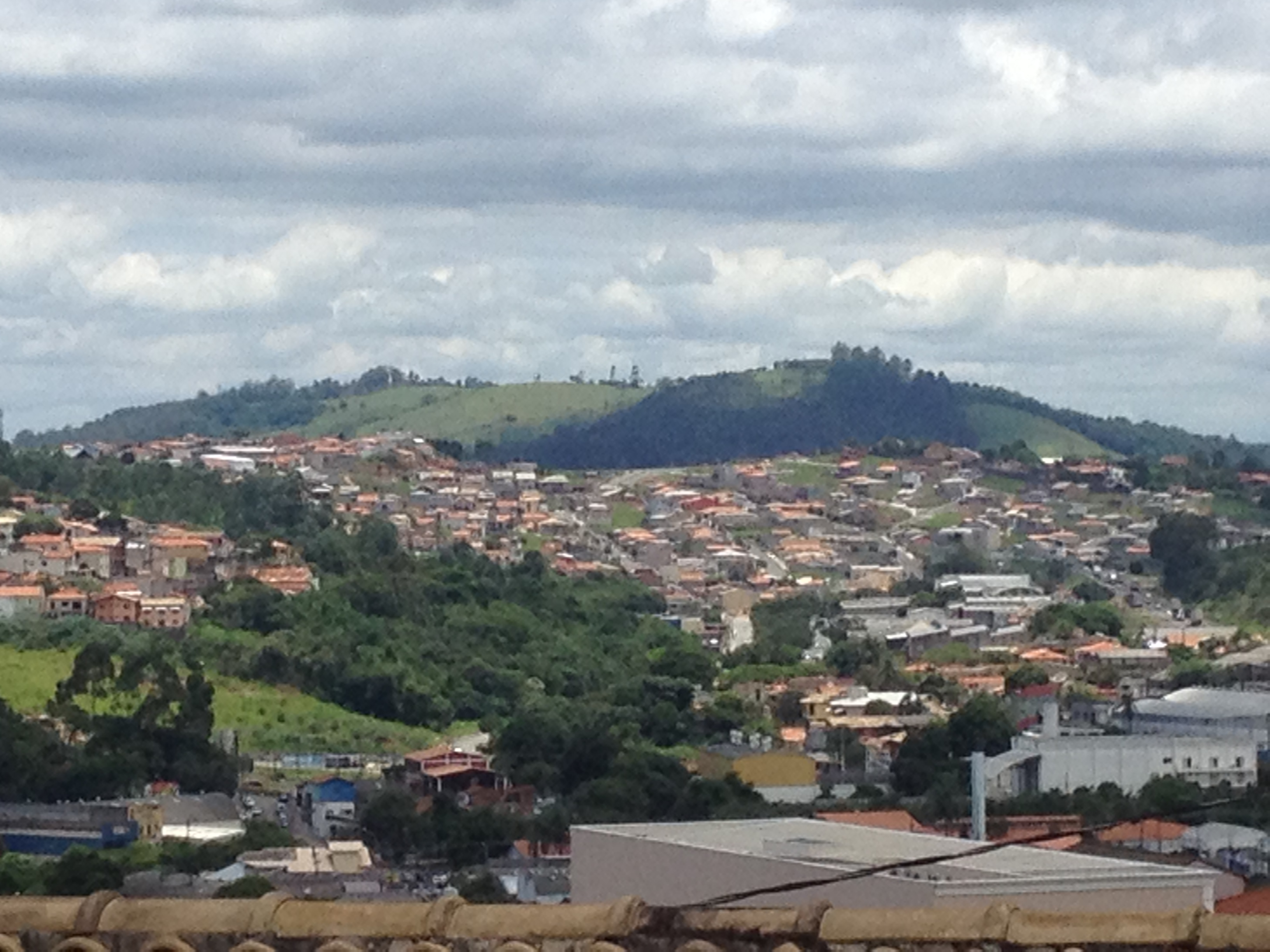
Vista de Itatiba.

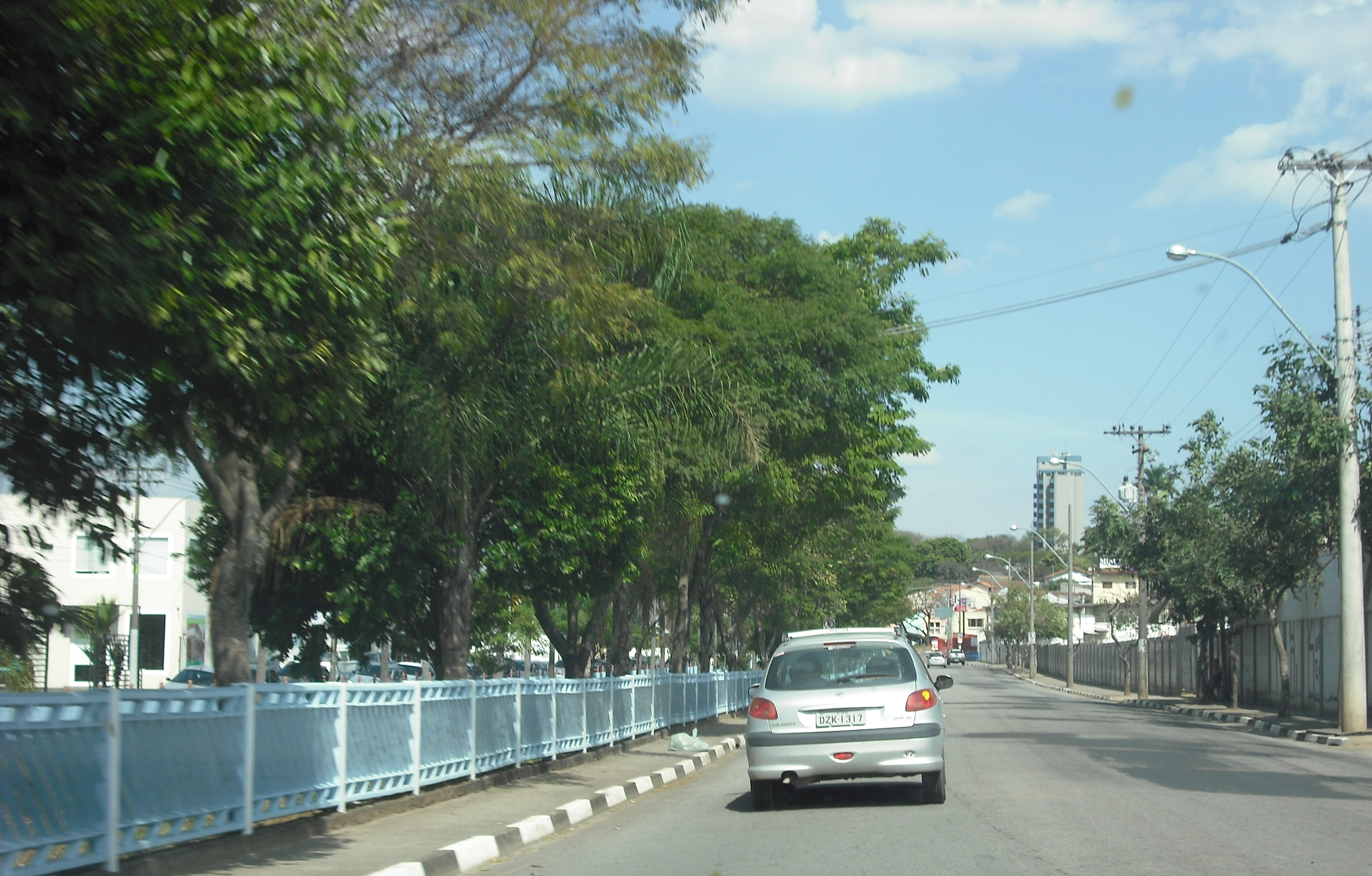
Av. Genaro Palladino.

### População
| Crescimento populacional                             | Crescimento populacional | Crescimento populacional | Crescimento populacional |
| Ano                                                  | População Total          |                          | %±                       |
| ---------------------------------------------------- | ------------------------ | ------------------------ | ------------------------ |
| 1872                                                 | 6 660                    |                          |                          |
| 1890                                                 | 9 335                    |                          | 40,2%                    |
| 1900                                                 | 11 639                   |                          | 24,7%                    |
| 1910                                                 | 26 000                   |                          | 123,4%                   |
| 1920                                                 | 22 992                   |                          | −11,6%                   |
| 1925                                                 | 25 332                   |                          | 10,2%                    |
| 1934                                                 | 19 270                   |                          | −23,9%                   |
| 1937                                                 | 20 602                   |                          | 6,9%                     |
| 1940                                                 | 15 615                   |                          | −24,2%                   |
| 1946                                                 | 17 031                   |                          | 9,1%                     |
| 1950                                                 | 17 212                   |                          | 1,1%                     |
| 1958                                                 | 19 077                   |                          | 10,8%                    |
| 1960                                                 | 24 000                   |                          | 25,8%                    |
| 1970                                                 | 28 376                   |                          | 18,2%                    |
| 1980                                                 | 41 630                   |                          | 46,7%                    |
| 1991                                                 | 61 645                   |                          | 48,1%                    |
| 2000                                                 | 81 197                   |                          | 31,7%                    |
| 2010                                                 | 101 471                  |                          | 25,0%                    |
| 2022                                                 | 121 590                  |                          | 19,8%                    |
| Est. 2024                                            | 126 403                  | [ 9 ]                    | 4,0%                     |
| Fontes: Censos Demográficos IBGE e Estimativas SEADE |                          |                          |                          |

### Dados demográficos
População do Município (Baseado nos resultados do Censo Demográfico IBGE 2010):
- Total:  101 471
- Urbana: 85 666
- Rural:  15 805
- Homens:   50 147
- Mulheres: 51 324
- 0 a 4 anos:     6 163
- 5 a 14 anos:     14 790
- 15 a 19 anos:    7 943
- 20 a 29 anos:    18 979
- 30 a 39 anos:    16 727
- 40 a 49 anos:    14 521
- 50 a 59 anos:    10 974
- Acima de 60 anos: 11 374

Índice de Desenvolvimento Humano: 0,778 (145º nacional) -  PNUD - 2010
- IDHM Renda:       0,788
- IDHM Longevidade: 0,844
- IDHM Educação:    0,708

Expectativa de vida: 73 anos
Taxa de Alfabetização Adulta: 0,934
Taxa de Frequência Escolar: 0,826
IFDM - Índice Firjan de Desenvolvimento Municipal
O município é a terceira melhor cidade para se viver do Brasil de acordo com o IFDM 2010; comparado a pesquisa anterior, Itatiba avançou 25 posições no ranking nacional.
IFDM 2010: 0, 9276
- IFDM Educação: 0,9330
- IFDM Saúde: 0,9332
- IFDM Emprego e Renda: 0,9167

### Frota de veículos
Frota de veículos automotores 2010  - Fonte: CIRETRAN - Itatiba
36787 automóveis
2708 caminhões
10140 (somatória) ciclomotores, motonetas, motociclos, triciclos e quadriciclos
1,77 habitantes por veículos
Total da frota: 57209

## Política e administração
- Prefeito: Thomás Antonio Capeletto de Oliveira (PSD) (2025–2028)
- Vice-prefeito: Mauro Delforno (PL) (2025–2028)
- Presidente da Câmara: David José Bueno Gomes (Solidariedade) (2025–2026)

### Símbolos municipais

#### Hino de Itatiba
O Hino de Itatiba originou-se de um concurso realizado entre os moradores. A Música é de autoria de Ulisses Bohac Vedovello e a letra é de Adriano de Palma. Vitoriosos no concurso realizado entre os meses de junho e setembro do ano de 2004, a letra e a música do Hino Oficial foram apresentados, pela primeira vez, no aniversário de 147 anos da cidade, eternizando-o, a partir de então, nas páginas da história da cidade.

### Cidades irmãs
- Tosa, Kōchi, Japão
Desde 5 de Agosto de 1989
- Toro, Molise, Itália
Desde 4 de Setembro de 2009
- Oratino, Molise, Itália
Desde 6 de Abril de 2018

## Economia
Itatiba é conhecida como a Capital Brasileira do Móvel Colonial, em função das diversas indústrias do ramo moveleiro instaladas na cidade. Porém, com o tempo, a indústria tem se diversificado e produzido diversas modalidades de órgãos vitais.
Entre as indústrias de renome instaladas em Itatiba, pode-se citar a THR, Nivea, BorgWarner, Solvay, Bosch Rexroth, Valeo, Bobst, Kromberg & Schubert, entre outras. Mesmo com esse perfil, a cidade ainda é a maior produtora de vagem no país.
Itatiba faz parte do Polo Turístico do Circuito das Frutas juntamente com mais nove municípios - Atibaia, Indaiatuba, Itupeva,  Jarinu, Jundiaí, Louveira, Morungaba, Valinhos e Vinhedo. No Circuito das Frutas, Itatiba é a cidade do Caqui. Na fruticultura, as principais frutas encontradas no município são: caqui, maracujá, uva, figo, goiaba, morango, pêssego, acerola, entre outras.
Em 2014, o PIB per capita a preços corrente era de R$ 46.116,59. O orçamento municipal em 2015 foi de R$ 360,15 milhões. O saldo da balança comercial em 2016 foi um déficit de R$ 55,337 milhões.

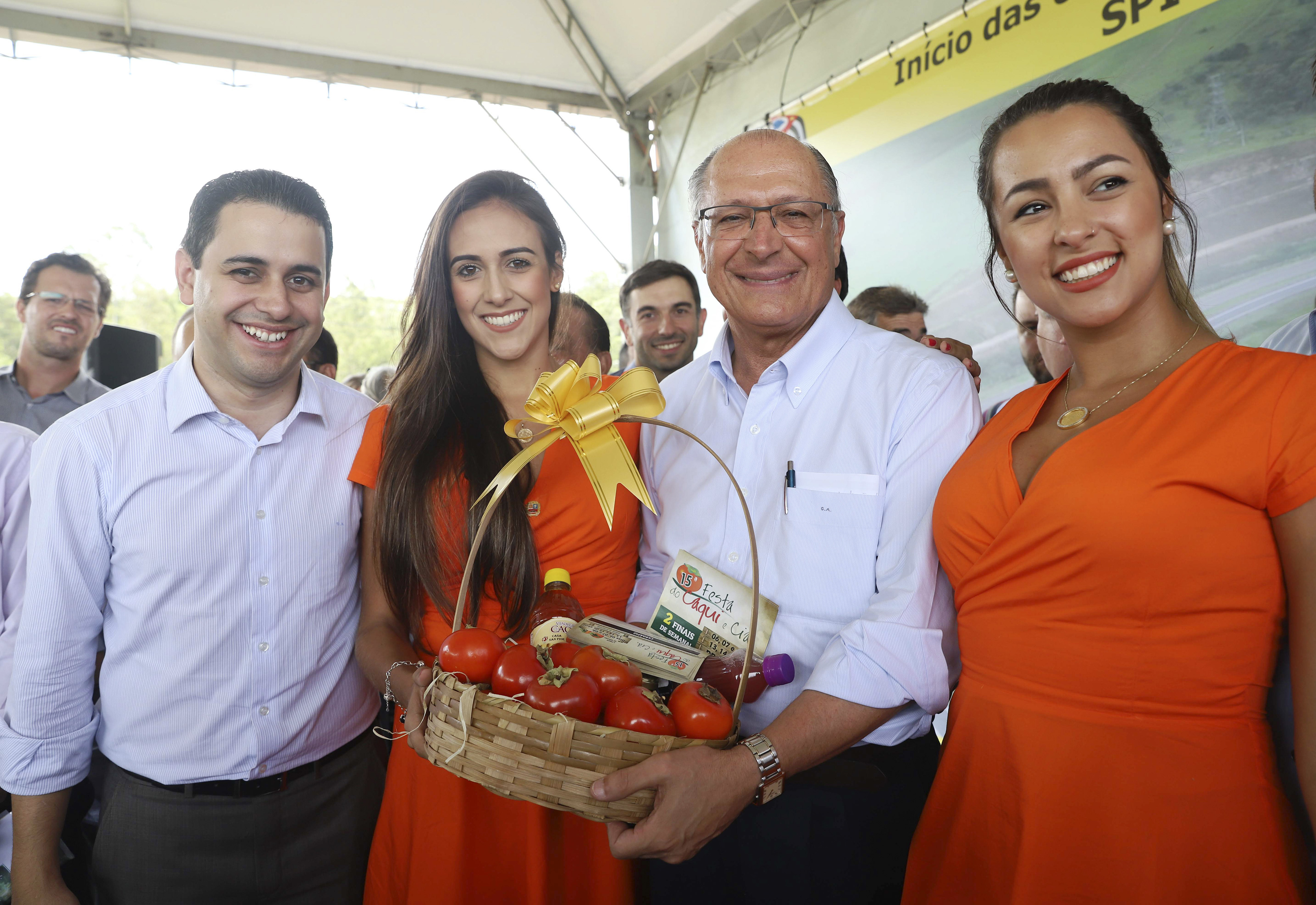
Itatiba - Cidade do Caqui.

### Números do município
PIB a preço de mercado corrente em 2010
Agropecuária       - R$ 28 070 000 000
Indústria          - R$ 1 524 511 000 000
Comércio/serviços  - R$ 1 383 179 000 000
Impostos           - R$ 485 319 000 000
Total              - R$ 3 421 079 000 000
PIB per capita     - R$ 33 723,83

## Infraestrutura

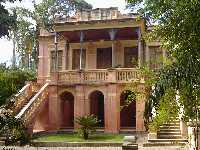
Palacete Ferraz Costa.

### Transportes

#### Ferroviário
As estações ferroviárias mais próximas são as de Jundiaí (passageiros da CPTM), Louveira e Campinas (sem tráfego de trens de passageiros).

#### Aeroportos próximos
- Aeroporto Internacional de Viracopos, a 50 km;
- Aeroporto Internacional de Congonhas, a 84 km;
- Aeroporto Internacional de São Paulo-Guarulhos (Cumbica),  a 100 km;
- Aeroporto de Bragança Paulista a 35 km;
- Aeroporto de Jundiaí, a 24 km;.

#### Ônibus municipal
A empresa que opera o transporte urbano na cidade é a Transporte Coletivo de Itatiba (TCI).

#### Ônibus intermunicipais
- Rápido Fênix Viação - Suburbanos (Circular)- Campinas via Valinhos(EMTU), Campinas via Louveira, Jundiaí, Morungaba, Amparo, Atibaia, Bragança Paulista.

Convencional- Campinas via Rodovia Dom Pedro I (EMTU), Bragança Paulista, Jundiaí, Morungaba, Amparo, Serra Negra, Lindóia, Águas de Lindóia, São Paulo via Rodovia dos Bandeirantes, São Paulo via Rodovia Anhanguera, Santos, São Vicente, Praia Grande, Mongaguá.

### Educação

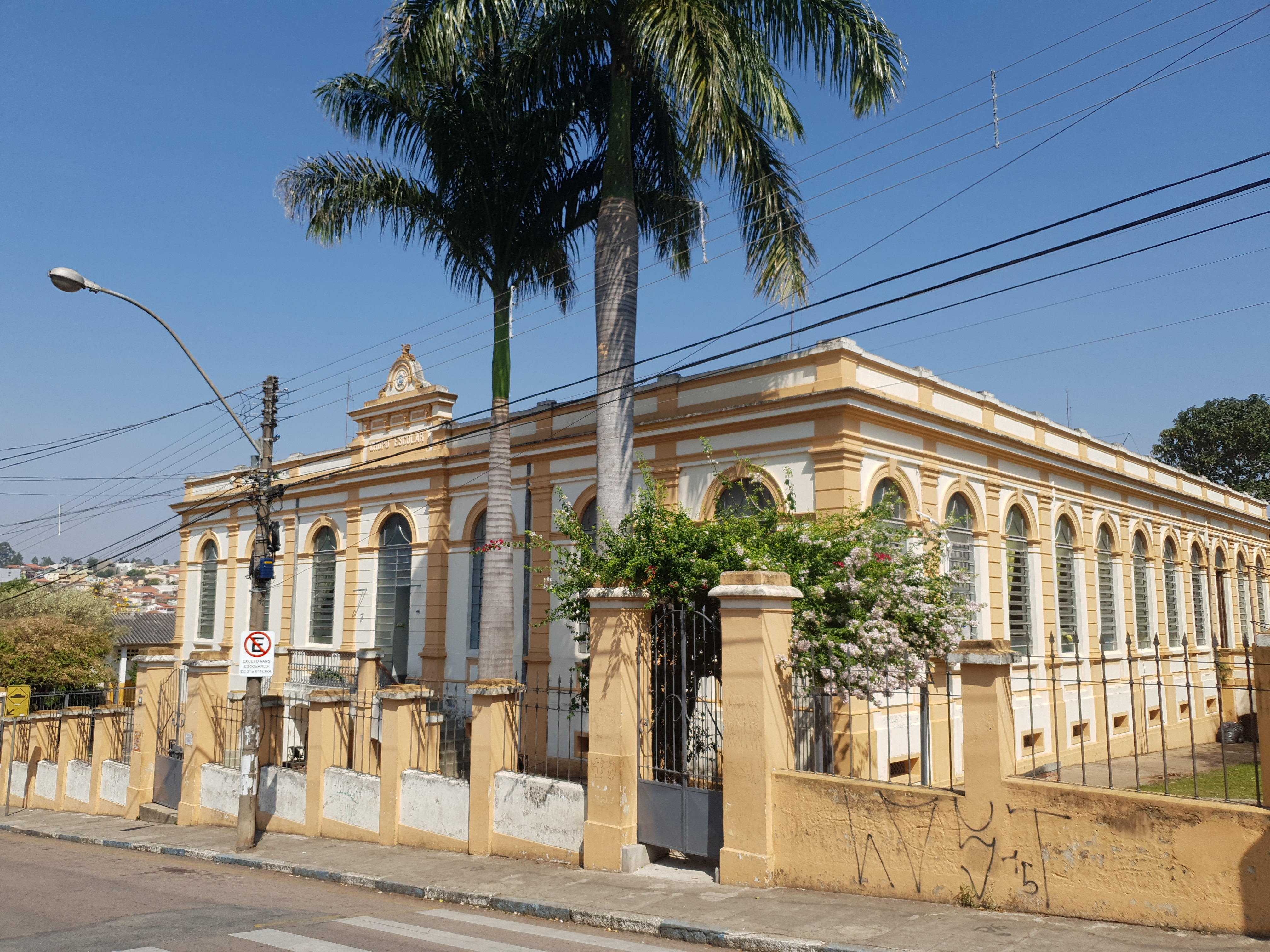
E.M.E.F. Coronel Julio César - prédio tombado pelo CONDEPHAAT.

Itatiba conta com um campus da Universidade São Franscisco (USF). Dentre os cursos ofertados, destacam-se Administração, Engenharia Civil e Psicologia. A cidade também possui a ETEC Rosa Perrone Scavone e uma unidade do SENAI. Em 2016, a cidade passou a contar com uma unidade da FATEC, que oferta o curso superior tecnológico de Gestão da Produção Industrial, com 40 vagas no período noturno. Posteriormente, outros cursos passaram a ser ofertados, como Gestão Empresarial, Desenvolvimento de Software Multiplataforma e Análise e Desenvolvimento de Sistemas.
Em 2023, a cidade possuía 15 escolas de Ensino Médio com 4 529 matrículas e 820 docentes, além de 44 escolas de Ensino Fundamental com 13 729 matrículas e 263 docentes.

### Comunicações
O sistema de telefones automáticos foi inaugurado na cidade pela Companhia Telefônica Brasileira (CTB) em 1970. Já o sistema de discagem direta à distância (DDD) foi implantado em 1974 pela Telecomunicações de São Paulo (TELESP) com o código de área (011).

## Cultura e lazer

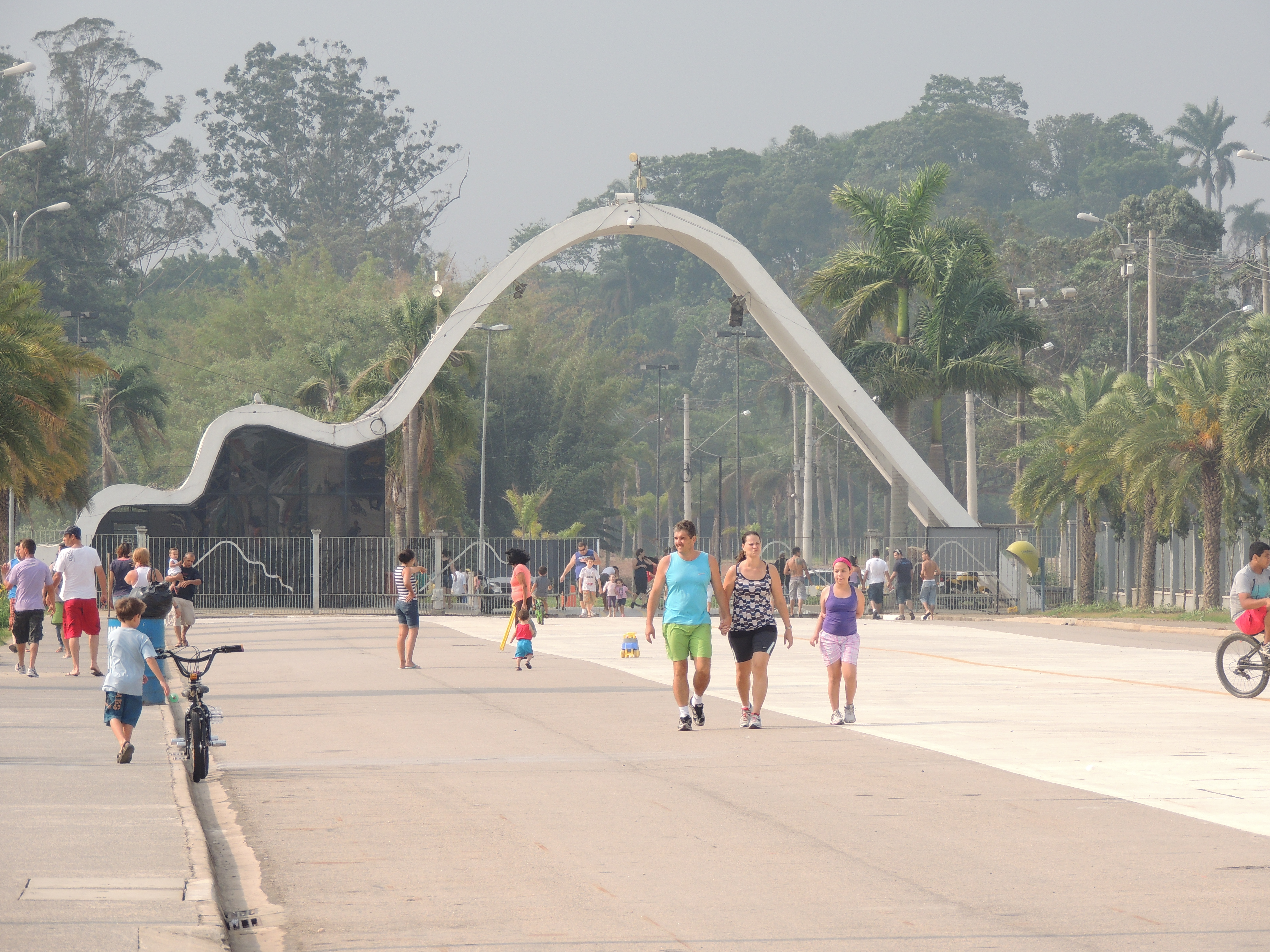
Parque Municipal Luiz Latorre.

Itatiba possui o primeiro Zoológico Temático do Brasil, chamado Zooparque. Além disso, Itatiba possui em sua região central vários edifícios de valor histórico e magnífica beleza arquitetônica. Estes casarões datam, em sua maioria, do século XIX e têm sido bem preservados até hoje.
No centro da cidade, é possível visitar o Mercado Municipal, instalado em uma antiga fábrica de fósforos da primeira metade do século XX. Os visitantes encontram diversos estabelecimentos que vendem produtos cultivados nas fazendas ou chácaras da região, além de artesanatos e doces caseiros.
Desde o início da década de 1990, o município registra um aumento crescente de estabelecimentos explorando o turismo em espaço rural. A produção cafeeira deixou na zona rural traços fortes da arquitetura do século XIX que hoje é cenário para o turismo histórico-cultural. Além disso, a produção agrícola focado na fruticultura abre espaço para o desenvolvimento do Agroturismo. Em 2006, são 8 empreendimentos que oferecem esse tipo de serviço, porém o potencial do município é ainda muito maior.

## Religião
De maioria cristã, a cidade possui maioria da população católica. Há também expressiva parcela de protestantes, que frequentam diversas igrejas evangélicas, mórmons, etc. Também é sede de grandes eventos das testemunhas de Jeová, onde realizam congressos em vários idiomas no récem construído Salão de Assembleias de Itatiba.
| Religião     | Porcentagem | Número |
| Católicos    | 67,63%      | 67.769 |
| Protestantes | 22,01%      | 22.422 |
| Sem religião | 4,00%       | 4.066  |
| Espíritas    | 4,01%       | 4.072  |
| Budistas     | 0,13%       | 132    |
| Umbandistas  | 0,60%       | 610    |
| Judeus       | 0,08%       | 86     |

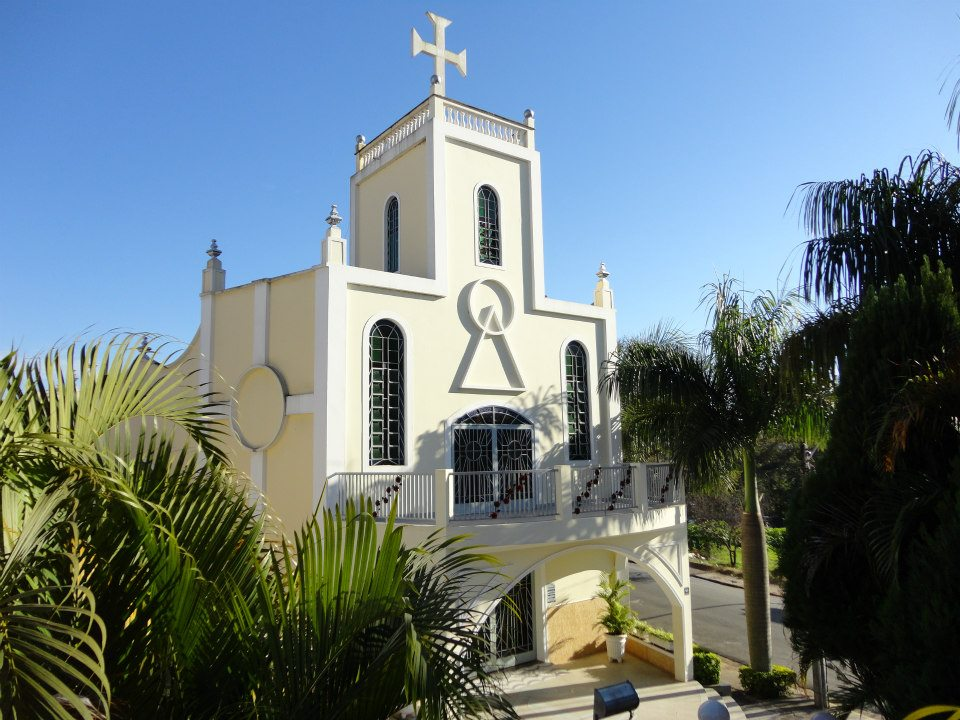
Igreja de Nossa Senhora Aparecida.

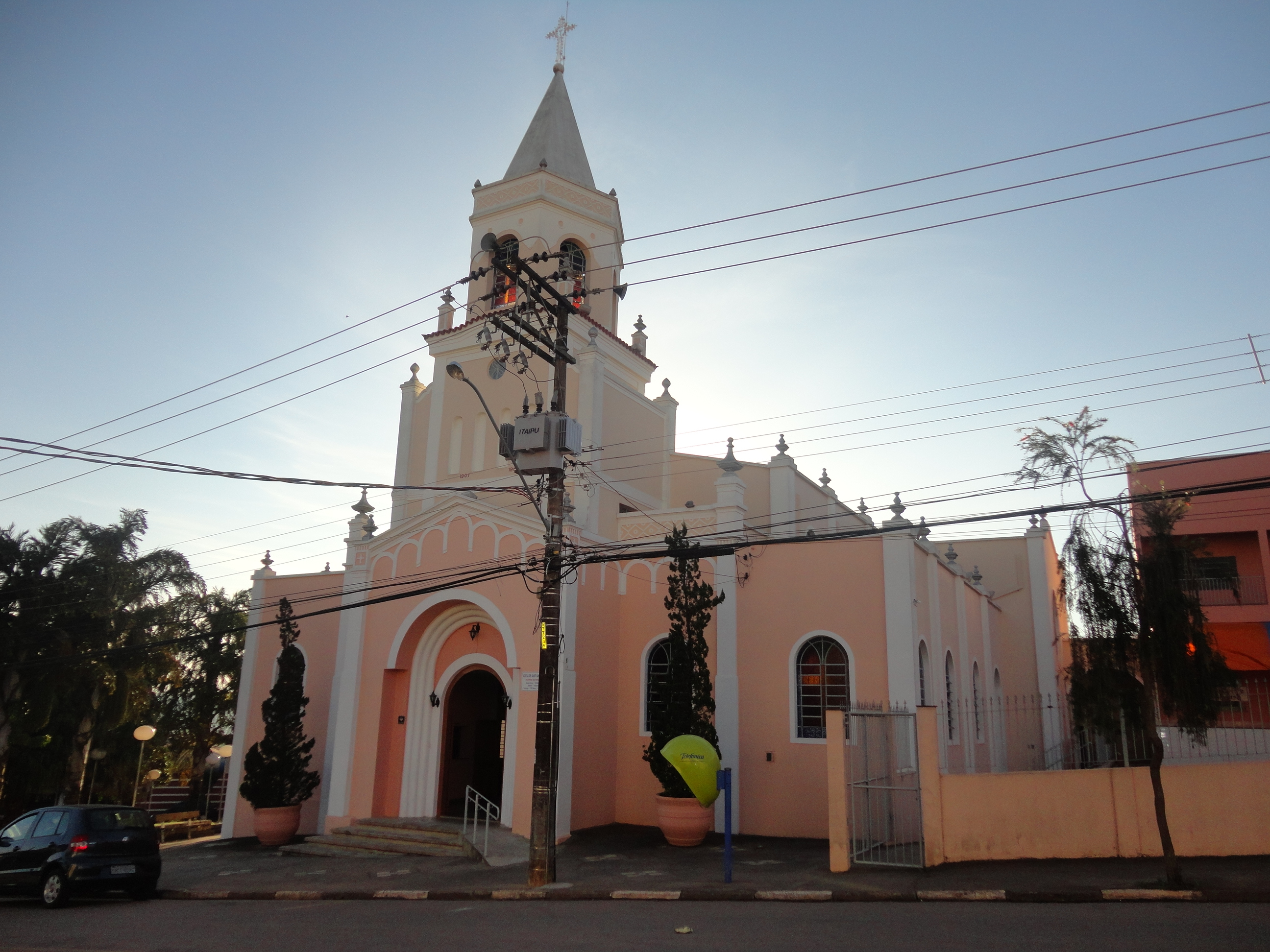
Igreja de Santo Antonio do Abacaxi.

Fonte: IBGE - Censo Demográfico 2010
O Cristianismo se faz presente na cidade da seguinte forma:

### Igreja Católica
O município faz parte da Diocese de Bragança Paulista.
Paróquias:
- Paróquia Imaculada Conceição
- Paróquia Mãe Rainha e Vencedora Três Vezes Admirável de Schoenstatt
- Paróquia Nossa Senhora do Belém (Basílica)
- Paróquia Nossa Senhora do Carmo[28]

### Igrejas Evangélicas
Entre as igrejas protestantes históricas, pentecostais e neopentecostais, encontram-se na cidade:
- Assembleia de Deus Ministério do Belém.[31][32]
- Congregação Cristã no Brasil.[33]